# Турија (Кучево)
Турија је насеље у Србији у општини Кучево у Браничевском округу. Према попису из 2022. било је 293 становника (без лица у иностранству).
Према првим резултатима Пописа становништва 2011. "Укупно пописана лица" 761, "Укупан број становника" 471, "Лица у иностранству" 290, "Укупан број домаћинстава" 207, "Укупан број станова" 329.

## Географија
Насеље Турија се налази северозападно од Кучева на удаљености од око 10 минута, тј. на око 8,5 километара (мерено од Основне школе "Вељко Дугошевић" или од Цркве Светих апостола Петра и Павла у Турији па до Општинске управе у Кучеву). Село је растуреног типа (са више засеока). У новије доба село се развија поред магистралног пута Кучево–Пожаревац (државног пута IБ реда 33). У селу се налази матична основна школа која носи име народног хероја Вељка Дугошевића и са подручним одељењем из Каоне има око 100 ђака.
Кроз насеље пролазе три важне међуопштинске саобраћајнице: магистрални пут Пожаревац–Кучево–Мајданпек–Неготин (некада М–24, сада државни пут IБ реда 33); регионални пут Турија – Ракова Бара – Кривача – Малешево, и даље до Голупца (некада Р-256, сада државни пут IIБ реда 376); железничка пруга Беогад-Пожаревац–Кучево–Мајданпек–Бор и даље ка Неготину до Прахова, или ка Зајечару па преко Књажевца и Сврљига до Ниша. Ове саобрађајнице и географски положај, заједно са Поштом, Месном канцеларијом Турија, Месном заједницом "Турија" Турија, матичном Основном школом "Вељко Дугошевић" Турија, као и православном Црквеном општином Турија, чини насеље малим (секундарним) локалним центром на територији општине Кучево.
У насељу се налази и Воденица Витомира Ђорђевића у Турији (Кучево). Иначе, Турија је позната по некада великом броју воденица и ваљавица чији се остаци до дана данашњег могу видети. У Турији се налазе и пар омањих пећина, видиковац Стење (Стањ) где се могу наћи и поједини археолошки остаци из ранијих периода (римског периода) и на коме се налази омања пећина. Највиши врх је на брду/планини Ђула (нешто преко 500 метара, тј. врх Ђула локва са 546 метара).

## Име
Име села вероватно потиче од латинске речи Turis - кула. То указује на могућност постојања села још за време Римљана. Међутим, према Константину Јиречеку име села потиче од зоонима „тур“, назива за једну врсту изумрлог дивљег говечета.
По легенди село је добило име по девојкама које су чувале свиње. Девојке су занете разговорима изгубиле свиње, када су приметиле да су свиње нестале почеле су да их траже. Када је једна од девојака пронашла свиње, рекла је другој: „Ту рије, ту рије!..." По речима девојке која је пронашла свиње село је убрзо добило име Турија.

## Демографија
У насељу Турија живи 499 пунолетних становника, а просечна старост становништва износи 47.0 година (46.3 код мушкараца и 47.6 код жена). У насељу има 197 домаћинстава, а просечан број чланова по домаћинству је 3.01.
Ово насеље је углавном насељено Србима (према попису из 2002. године).
|  |

| Демографија | Демографија | Демографија |
| Година      | Становника  | Становника  |
| ----------- | ----------- | ----------- |
| 1948.       | 1.122       |             |
| 1953.       | 1.168       |             |
| 1961.       | 1.139       |             |
| 1971.       | 1.107       |             |
| 1981.       | 1.039       |             |
| 1991.       | 932         | 735         |
| 2002.       | 599         | 826         |
| 2011.       | 466         | 761         |

| Етнички састав према попису из 2002.‍ | Етнички састав према попису из 2002.‍ | Етнички састав према попису из 2002.‍ | Етнички састав према попису из 2002.‍ | Етнички састав према попису из 2002.‍ |
| ------------------------------------ | ------------------------------------ | ------------------------------------ | ------------------------------------ | ------------------------------------ |
|                                      |                                      |                                      |                                      |                                      |
| Срби                                 | Срби                                 |                                      | 417                                  | 69,61%                               |
| Власи                                | Власи                                |                                      | 153                                  | 25,54%                               |
| Румуни                               | Румуни                               |                                      | 9                                    | 1,50%                                |
| непознато                            | непознато                            |                                      | 12                                   | 2,00%                                |

| Година пописа     | 1948. | 1953. | 1961. | 1971. | 1981. | 1991. | 2002. |
| ----------------- | ----- | ----- | ----- | ----- | ----- | ----- | ----- |
| Број домаћинстава | 256   | 252   | 254   | 257   | 237   | 224   | 197   |

| Број чланова      | 1  | 2  | 3  | 4  | 5  | 6 | 7 | 8 | 9 | 10 и више | Просек |
| ----------------- | -- | -- | -- | -- | -- | - | - | - | - | --------- | ------ |
| Број домаћинстава | 45 | 50 | 34 | 25 | 25 | 8 | 7 | 3 | 0 | 0         | 3,01   |

| Пол    | Укупно | Неожењен/Неудата | Ожењен/Удата | Удовац/Удовица | Разведен/Разведена | Непознато |
| ------ | ------ | ---------------- | ------------ | -------------- | ------------------ | --------- |
| Мушки  | 246    | 37               | 167          | 27             | 15                 | 0         |
| Женски | 270    | 27               | 175          | 58             | 10                 | 0         |
| УКУПНО | 516    | 64               | 342          | 85             | 25                 | 0         |

| Пол    | Укупно                    | Пољопривреда, лов и шумарство | Рибарство                            | Вађење руде и камена | Прерађивачка индустрија       |
| ------ | ------------------------- | ----------------------------- | ------------------------------------ | -------------------- | ----------------------------- |
| Мушки  | 96                        | 24                            | 0                                    | 4                    | 24                            |
| Женски | 49                        | 10                            | 0                                    | 0                    | 14                            |
| УКУПНО | 145                       | 34                            | 0                                    | 4                    | 38                            |
| Пол    | Производња и снабдевање   | Грађевинарство                | Трговина                             | Хотели и ресторани   | Саобраћај, складиштење и везе |
| Мушки  | 2                         | 0                             | 12                                   | 1                    | 18                            |
| Женски | 0                         | 0                             | 6                                    | 3                    | 1                             |
| УКУПНО | 2                         | 0                             | 18                                   | 4                    | 19                            |
| Пол    | Финансијско посредовање   | Некретнине                    | Државна управа и одбрана             | Образовање           | Здравствени и социјални рад   |
| Мушки  | 0                         | 1                             | 3                                    | 3                    | 1                             |
| Женски | 0                         | 0                             | 2                                    | 5                    | 5                             |
| УКУПНО | 0                         | 1                             | 5                                    | 8                    | 6                             |
| Пол    | Остале услужне активности | Приватна домаћинства          | Екстериторијалне организације и тела | Непознато            | Непознато                     |
| Мушки  | 0                         | 0                             | 0                                    | 3                    | 3                             |
| Женски | 0                         | 0                             | 0                                    | 3                    | 3                             |
| УКУПНО | 0                         | 0                             | 0                                    | 6                    | 6                             |